# Ɔ̣
Cette page contient des caractères spéciaux ou non latins. S’ils s’affichent mal (▯, ?, etc.), consultez la page d’aide Unicode.
Ɔ̣ (minuscule : ɔ̣), appelé O ouvert point souscrit, est un graphème utilisé en jabo écrit avec l’orthographe de George Herzog (en).
Il s’agit de la lettre O ouvert diacritée d’un point souscrit.

## Utilisation
George Herzog (en) utilise ɔ̣ pour noter une voyelle mi-ouverte postérieure arrondie [ɔ] légèrement vélarisée et fermée dans la transcription du jabo.

## Représentations informatiques
Le O ouvert point souscrit peut être représenté avec les caractères Unicode suivants :
- décomposé (latin étendu B, Alphabet phonétique international, diacritiques) :

| formes    | représentations | chaînes de caractères | points de code | descriptions                                                |
| --------- | --------------- | --------------------- | -------------- | ----------------------------------------------------------- |
| majuscule | Ɔ̣               | Ɔ◌̣                    | U+0186 U+0323  | lettre majuscule latine o ouvert diacritique point souscrit |
| minuscule | ɔ̣               | ɔ◌̣                    | U+0254 U+0323  | lettre minuscule latine o ouvert diacritique point souscrit |